# (37091) 2000 UK72
2000 UK72 (asteroide 37091) é um asteroide da cintura principal. Possui uma excentricidade de 0.10626400 e uma inclinação de 8.39704º.
Este asteroide foi descoberto no dia 25 de outubro de 2000 por LINEAR em Socorro.